# 146. strelska divizija (ZSSR)
146. strelska divizija (izvirno rusko 146. стрелковая дивизия; kratica 146. SD) je bila strelska divizija Rdeče armade v času druge svetovne vojne.

## Zgodovina
Divizija je bila ustanovljena julija 1940 v Bedičevu, bila uničena septembra 1941 v Kijevu in bila ponovno ustanovljena januarja 1942 v Kazanu.